# Edna & Harvey: The Breakout
Edna & Harvey: The Breakout is een point & click avonturenspel van Daedalic Entertainment voor Microsoft Windows. De oorspronkelijke Duitstalige versie werd uitgebracht in 2008. De Engelstalige versie kwam beschikbaar op 8 februari 2011. Het spel gaat over de mentaal gestoorde Edna en haar speelgoedkonijn Harvey. Zij trachten te ontsnappen uit een psychiatrische instelling om de naam van Edna's vader te zuiveren.

## Spelbesturing
Het spel speelt zich af in een tweedimensionale cartoonachtige wereld. De speler bestuurt afwisselend het hoofdpersonage Edna, die werd opgenomen in een psychiatrische instelling, en haar magische speelgoedkonijn Harvey. Onderaan het scherm staan een aantal werkwoorden die de speler kan selecteren om vervolgens een object op het scherm aan te klikken. Zoals in de meeste avonturenspellen bestaat de mogelijkheid om objecten in een inventaris op te nemen om later te hergebruiken. Dit spel heeft een inventaris voor Edna en een voor Harvey. De commentaar die Edna geeft op het bekijken, opnemen, gebruiken, ... van een voorwerp is anders dan wanneer men dezelfde actie door Harvey laat uitvoeren.
Ten slotte bevat het spel nog enkele minigames, zoals het vernielen van een auto, die voor het verdere spelverloop geen meerwaarde bieden.

## Verhaal
Edna ontwaakt in een isoleercel met haar speelgoedkonijn Harvey. Ze heeft geen enkel idee hoe ze daar is beland. Van de bewaker verneemt ze dat haar geheugen al enkele keren werd gewist door dokter Marcel, maar dat de herinneringen steeds terugkomen en men de procedure alweer moet herhalen. Nadat Edna uit de cel ontsnapt, ontmoet ze enkele andere mensen die omwille van psychiatrische problemen werden opgenomen.
Edna herinnert zich dat haar vader ter dood werd veroordeeld omdat hij de zoon van de directeur van de psychiatrische instelling zou hebben vermoord. Edna wil de naam van haar vader zuiveren omdat ze in zijn onschuld gelooft. Harvey geeft Edna het vermogen om bepaalde situaties uit het verleden te herbeleven: tempomorphing. Een van de patiënten, die zichzelf Keymaster noemt, geeft Edna enkele tips hoe ze zou kunnen ontsnappen. Nadat ze uit het gebouw geraakt, een werkende auto heeft gevonden en de bewaking uitschakelt, vlucht Edna met enkele patiënten, waaronder de Keymaster, uit de instelling. Omdat de bestuurder blijkbaar toch niet kan rijden met een auto, crashen ze in een moeras. Edna wil naar haar huis om uit te pluizen wat er destijds gebeurde. Echter wil de Keymaster wraak nemen op Edna omdat zij zonet iemand (de Keymaster zelf) heeft vrijgelaten die eigenlijk nooit vrij mocht komen. De Keymaster vermoordt de priester van een nabijgelegen kerk en wil Edna doen geloven dat zij de initiële oorzaak is.
Nadat Edna de Keymaster uitschakelt, vlucht ze naar haar ouderlijk huis. Via tempomorphing ontdekt ze dat zij de zoon van dokter Marcel heeft vermoord door hem van een trap te duwen, maar dat haar vader de schuld op zich nam. Wanneer Edna terug in het heden is, arriveert dokter Marcel. Hij vraagt haar om terug te keren naar de instelling zodat haar geheugen nogmaals gewist kan worden. Dit had men al enkele keren gedaan, maar Harvey kon de herinneringen altijd doen terugkeren. Edna heeft dan twee opties:
- ze luistert naar dokter Marcel waardoor Harvey wordt vernietigd en haar geheugen wordt gewist. Ze belandt opnieuw in de instelling waar de brainwashing nu wel lukt.
- ze luistert naar Harvey en duwt dokter Marcel ook van de trap en vlucht. Er wordt niets meer van haar vernomen. Enkel Harvey wordt later gevonden op een strand.

## Personages Edna en Harvey
Het hoofdpersonage heeft een dissociatieve identiteitsstoornis. In het fysische lichaam huizen twee identiteiten: de hoofdidentiteit is Edna, de tweede identiteit is Harvey.
Edna heeft altijd een speelgoedkonijn bij zich, dewelke ze ook Harvey noemt. Edna denkt dat Harvey leeft en start allerhande conversaties met de pop op waarop ze antwoord krijgt. In haar ogen beweegt de mond van de pop (wat ook zichtbaar is voor de speler). Echter, alle andere personages in het spel horen de antwoorden van Harvey niet. Dit is trouwens logisch: de antwoorden komen niet van de pop, maar wel van de tweede identiteit (ook Harvey) en worden dus ergens in het hoofd van het hoofdpersonage gegenereerd.
Ten slotte denkt Edna dat de speelgoedpop over magische krachten bezit waardoor ze kan terugkeren naar het verleden via "tempomorphing". In realiteit geeft de Harvey-identiteit herinneringen terug aan de Edna-identiteit.

## Ontvangst
Het originele Duitse spel haalde hoge scores. De Engelstalige versie deed veel minder: critici zijn van mening dat bepaalde zinnen verkeerd/letterlijk vertaald zijn naar het Engels en er daardoor vreemde zinsconstructies zijn ontstaan of dialogen waar het humoristisch effect uit is verdwenen. Desondanks kwam er toch nog een tweede spel: Harvey's New Eyes, wat een sequel is met een ander hoofdpersonage.